# Erasmus Reinhold
  Erasmus Reinhold    (Saalfeld, 22 d'octubre de 1511 - Saalfeld, 19 de febrer de 1553) va ser un astrònom alemany del segle xvi, conegut per ser l'autor de les Taules Prutèniques.

## Vida
Erasmus Reinhold va néixer a Saalfeld on el seu pare era recaptador d'imposts i agent judicial. El curs 1530-1531 va començar els seus estudis a la Universitat de Wittenberg on va rebre el seu doctorat el 1535, al mateix temps que Rheticus amb qui compartia el seu entusiasme per Copèrnic.
El 1536 tots dos són professors de matemàtiques a la Universitat de Wittenberg, que Rheticus abandonarà pocs anys després per anar a treballar amb Copèrnic. Reinhold arribarà a ser degà de la facultat (1541) i rector de la universitat (1549).
El 1552, torna a la seva vila natal, Saalfeld, potser fugint de la pesta que infesta Wittenberg o potser buscant refugi per la mort de la seva segona dona, i allí morirà d'una infecció pulmonar.

## Obra
Reinhold va ser el més influent pedagog de l'astronomia de la seva època. Mentre era professor a Wittenberg va escriure diversos llibres que es van convertir en material estàndard de les biblioteques dels astrònoms. A més, va tenir un paper important en establir la reputació de Copèrnic.
La seva obra més destacada són les Taules prutèniques (Prutenicae Tabulae Coelestium Motuum o Taules prussianes), unes taules astronòmiques que, malgrat basar-se en el sistema ptolemaic, incloïen els càlculs i models copernicans. Aquestes taules es van fer summament conegudes i van substituir les fins aleshores comuns Taules Alfonsines del (segle xiii), perquè eren més senzilles de fer servir i més acurades.
El 1568, després de mort Reinhold, el seu deixeble Caspar Peucer, va publicar Hypotheses Astronomicae sense atribuir-li l'autoria.
Anteriorment, el 1542, havia publicat un extens comentari de Georg von Peuerbach amb el títol de Nova Theorica Planetarum i, el 1549, un comentaria del primer llibre de l'Almagest de Ptolemeu titulat Ptolemaei Mathematicae constructionis librus primus.
El 1554 va publicar Primus liber tabellarum directionum, una col·lecció de models basats en les Taules Prutèniques.